# 邹萍
邹萍（1956年—），云南大姚人，彝族，中华人民共和国政治人物、第十一届全国人民代表大会云南地区代表。
毕业于西南农业大学农学专业。担任云南省楚雄州农科所高级农艺师。2008年，担任全国人大常委会委员、全国人大民族委员会委员，云南省楚雄州农科所高级农艺师。